# GSC1874-745
GSC1874-745 — хімічно пекулярна зоря спектрального класу A4, що має видиму зоряну величину в смузі V приблизно 10,8.